# 讚岐財田站
讚岐財田站（日语：／ Sanuki-saida eki */?）是位於日本香川縣三豐市，隸屬於四國旅客鐵道（JR四國）的鐵路車站。車站編號為D18。由於本站位處三豐市的邊沿，就算是未合併時的三豐郡財田町也離町中心區域甚遠，所以班次較疏略，僅普通列車在此停靠。本站的平假名採用了濁音da「さいだ」而非地名用清音的ta「さいた」。

## 車站構造
本站於2024年7月31日起改以簡易車站模式營運。相比其他新建成、與JR四國標準的簡易式站房（如造田站或丹生站）不同，站房位置只由以鋁架所搭成的外框所砌成，豎立在水泥地基之上。靠向路面一方則設有鋁板及透明塑膠背板用作懸掛路線圖、車費表及時間表，其餘三邊皆為中空；站房中央只設置一張兩個座位的長櫈，並附有上蓋，因此其配置等同於一般月台上的候車亭無疑。此舉可能是因為該路段每日提供的班次十分有限，JR四國只以最基本的配置來縮壓日常打理成本。連原舊站房內的洗手間，也沒有因為改建而重新設置。

### 舊站房

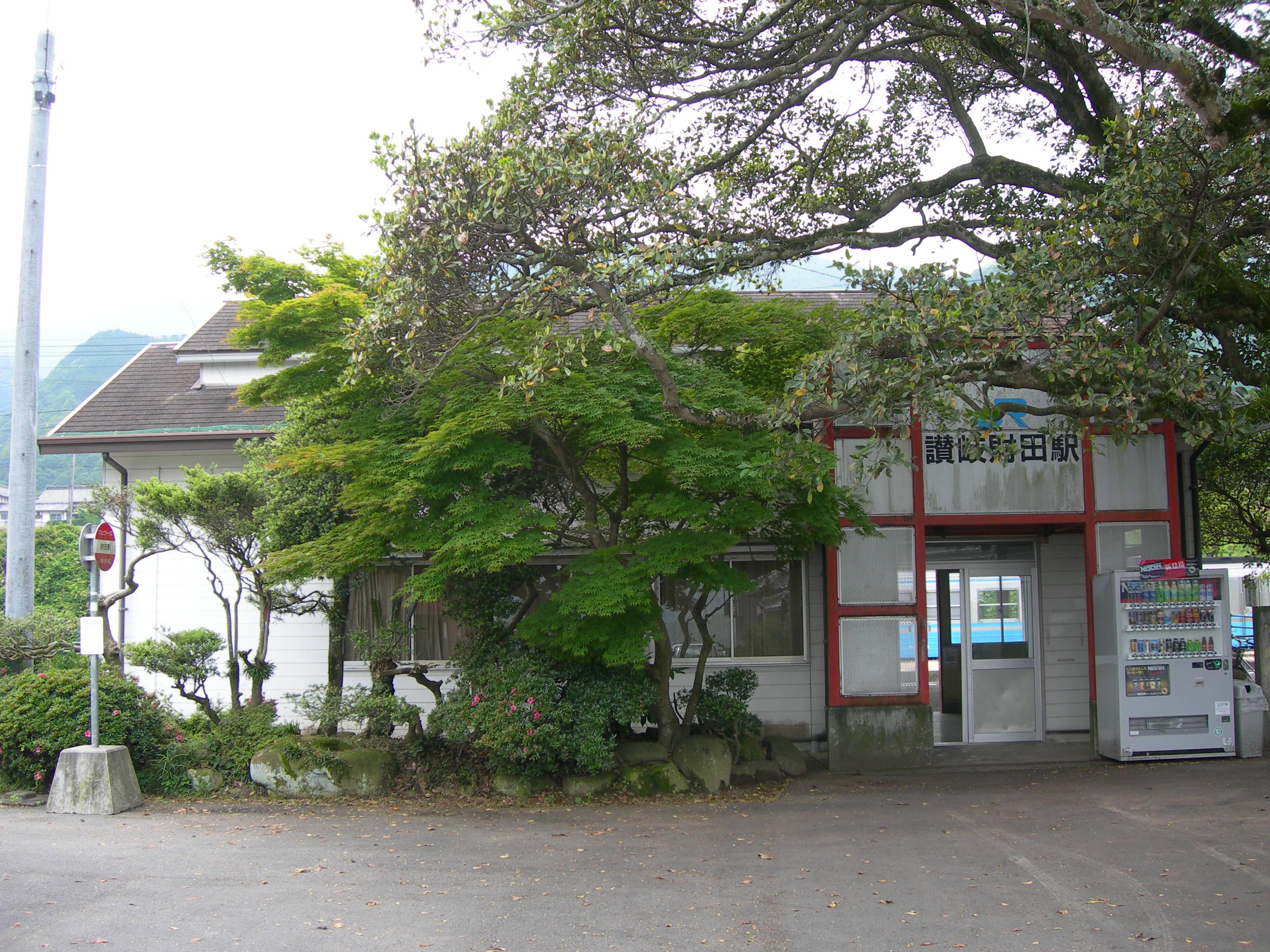
已於2024年5月拆去的舊站房（2010年5月）

為單層木建築一座，曾經過翻新，雖然部份配置有所變更但外貌仍然維持。

### 月台配置
設有側式月台及島式月台各1個，提供2面3線的月台配置。1號月台位於站舍旁的側式月台為1號月台，是上下行主軌道；2號月台為副主線，主要是作下行用，3號月台為避線月台，現時較主要用作大部份上行列車。
由於本站曾作為總站，因此月台長度較長。設計上3個月台的有效長度皆為6卡，但側式月台因在中間位置開設了橫過平交道的樓梯，另外前端月台為配合1000系列車而提高月台高度，令到實際可用的長度變短。
平交道位置亦反映側式月台和島式月台並不位處同一位置，側式月台設在月台中央，而島式月台則在末端向坪尻站方向。主軌道往黑川方向，當駛離月台後，可見到1條側軌駁回舊站房旁，為以前提供貨運時的貨站月台。
| 月台 | 路線    | 方向 | 目的地           | 備註                                  |
| ---- | ------- | ---- | ---------------- | ------------------------------------- |
| 1    | ■土讚線 | 上行 | 琴平方向         | 早上2班使用，上、下行特急列車通過路段 |
| 2    | ■土讚線 | 下行 | 阿波池田方向     | 除往大步危方向的區間班次外，共5班。   |
| 3    | ■土讚線 | 上行 | 琴平、多度津方向 | 其餘4班                               |
| 3    | ■土讚線 | 下行 | 大步危方向       | 每天1班                               |

## 歷史
- 1923年5月21日：隨讚岐線延長至本站，開業，為終點站[3]。
- 1929年4月28日：讚予線延長至佃信號場，改為中途站。
- 1985年2月1日：無人化。
- 1987年4月1日：日本國鐵分割民營化，車站的營運由JR四國繼承。
- 2024年：

- 5月8日：因應老化及JR四國削減站舴保養費用，木建站房解體。
- 7月31日：簡易站房投入使用。

## 每日使用人數
| 年度   | 1日平均上車人數 |
| ------ | --------------- |
| 2004年 | 59              |
| 2005年 | 51              |
| 2006年 | 49              |
| 2007年 | 49              |
| 2008年 | 47              |
| 2009年 | 37              |
| 2010年 | 40              |
| 2011年 | 33              |
| 2012年 | 38              |
| 2013年 | 32              |
| 2014年 | 30              |
| 2015年 | 24              |
| 2016年 | 20              |
| 2017年 | 15              |

## 相鄰車站
四國旅客鐵道（JR四國）
■土讚線
黑川（D17）－讚岐財田（D18）－坪尻（D19）（※）－箸藏（D20）
（※）一部分普通列車不停靠坪尻站。

## 外部連結
- JR四國讚岐財田站官方發車時間表。（页面存档备份，存于）